# M5 (Aserbaidschan)
Die M5 ist eine Fernstraße in Aserbaidschan. Die Straße führt in nordwestlicher Richtung im Norden des Landes von Yevlax bis zur Grenze nach Georgien bei Balakən.

## Geschichte
Der nördliche Teil der M5 wurde nördlich von Şəki ursprünglich als A315 nummeriert. Der Teil zwischen Yevlax und Şəki wurde als A316 nummeriert. Diese Straßennummern stammten noch aus Zeiten der Sowjetunion. Beide Abschnitte wurde im Jahr 2008 als M5 neu nummeriert. Die M5 ist zusammen mit der georgischen S5 eine alternative Route von Baku nach Tiflis.

## Ortschaften an der Strecke
- Yevlax
- Mingəçevir
- Balakən